# خورشیدگرفتگی ۲۳ ژوئیه ۲۰۳۶
خورشید گرفتگی ۲۳ ژوئیه ۲۰۳۶ (به انگلیسی: Solar eclipse of July 23, 2036) یک خورشید گرفتگی از نوع خورشید گرفتگی جزئی است. این خورشیدگرفتگی در تاریخ ۲۳ ژوئیه ۲۰۳۶ میلادی (‎۲ مرداد ۱۴۱۵ خورشیدی) روی خواهد داد که زمان اوج آن، ساعت ۱۰:۳۲:۰۶ به‌وقت ساعت هماهنگ جهانی است.